# Generalverdacht
Der Generalverdacht ist ein ohne konkrete Anhaltspunkte generell gehegter Verdacht. Er richtet sich nicht gegen eine Einzelperson, sondern verallgemeinernd gegen eine unbestimmte Vielzahl von Personen bzw. bestimmte Personengruppen.
Der Generalverdacht ist als Verstoß gegen die Unschuldsvermutung keine geeignete Grundlage für polizeiliche Ermittlungen. In einem Rechtsstaat benötigen die Strafverfolgungsbehörden vielmehr einen hinreichend konkreten Tatverdacht hinsichtlich einer möglichen Tat und eines möglichen Täters. Eine strafgerichtliche Verurteilung wiederum setzt den Nachweis individueller Schuld voraus (Nulla poena sine culpa).

## Abgrenzung
Der Generalverdacht gründet sich auf vermeintliches Erfahrungswissen (Vorurteil), der Verdacht auf wahrscheinliche Umstände, der Argwohn hingegen bloß auf eine (üble) Meinung, ohne zu bestimmen, ob diese auf (mutmaßlichen) Gründen basiert.
Der gerichtliche Beweis grenzt sich vom Verdacht soweit ab, als der gerichtliche Beweis eine Tatsache aufgrund der gerichtlichen Erhebungen zumindest mit an Sicherheit grenzender Wahrscheinlichkeit für wahr annehmen kann (siehe auch: Indizienbeweis, Anscheinsbeweis).

## Beispiele
- Künstler und Schausteller standen von alters her unter dem Generalverdacht der Sittenlosigkeit.
- Angehörige von unehrlichen Berufen, fahrendes Volk, die Jenischen oder Roma stehen unter dem Generalverdacht des Diebstahls und Betrugs.
- Gastwirte stehen unter dem Generalverdacht der Unredlichkeit beim Ausschank bzw. der Verrechnung, weswegen für sie von alters her spezielle Vorschriften geschaffen wurden.[5]